# Said Alatawi
 (août 2025).
Si vous disposez d'ouvrages ou d'articles de référence ou si vous connaissez des sites web de qualité traitant du thème abordé ici, merci de compléter l'article en donnant les références utiles à sa vérifiabilité et en les liant à la section « Notes et références ».
 (août 2025).
Said Alatawi (en arabe : سعيد العطوي), est un créateur de contenu numérique et militant saoudien pour la préservation de l’environnement désertique, connu principalement pour ses vidéos éducatives et immersives sur la plateforme TikTok. Il s’est fait remarquer pour son approche unique de la sensibilisation à la biodiversité du désert en Arabie saoudite,,,,,,.

## Biographie
Said Alatawi est originaire d’Arabie saoudite. Passionné par la nature depuis son jeune âge, il développe un intérêt particulier pour la faune et la flore désertiques. Il commence à documenter ses explorations dans le désert saoudien à travers des vidéos publiées sur les réseaux sociaux, en particulier TikTok,,.

## Activité sur les réseaux sociaux
Said Alatawi acquiert une large audience sur TikTok grâce à son contenu centré sur :
- l'observation des espèces animales dans leur habitat naturel ;
- la présentation des paysages désertiques saoudiens ;
- la sensibilisation à la protection de la faune menacée ;
- la narration calme et contemplative qui accompagne ses vidéos.

Ses vidéos mettent en lumière des animaux emblématiques du désert, tels que la gazelle arabe, les rapaces, les reptiles, ainsi que divers petits mammifères adaptés aux conditions arides.
Sa démarche repose sur un double objectif : éduquer le public sur la richesse biologique du désert, et promouvoir la conservation des espèces en danger dans la région.

## Engagement environnemental
Au-delà de sa présence numérique, Said Alatawi milite activement pour :
- la protection des écosystèmes désertiques ;
- la lutte contre la chasse illégale ;
- la sensibilisation des jeunes générations aux enjeux de la biodiversité locale.

Il se présente comme un « gardien du désert », alliant communication numérique et engagement écologique.

## Liens connexes
Arabie saoudite
Arabie
Culture de l'Arabie saoudite